# Sophia (Virginie-Occidentale)
Pour les articles homonymes, voir Sophia.
La ville de Sophia est située dans le comté de Raleigh, dans l’État de Virginie-Occidentale, aux États-Unis. Selon le recensement de 2010, Sophia compte 1 344 habitants. La municipalité s'étend sur 0,69 mille carré (1,79 km2).
La ville doit son nom à Sophia McGinnis.